# Thorsten Latzel

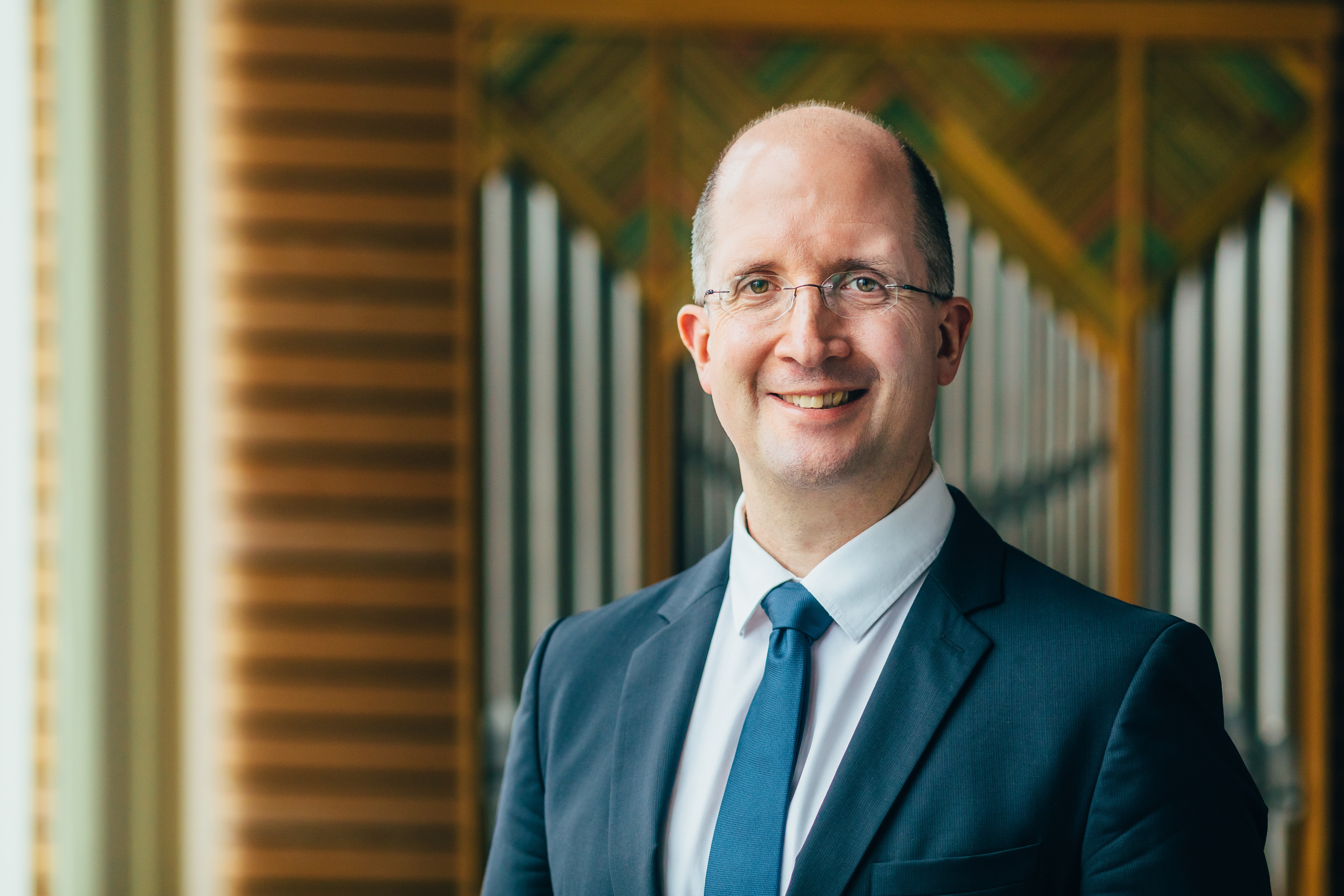
Thorsten Latzel (2021)

Thorsten Latzel (* 29. September 1970 in Biedenkopf) ist ein deutscher evangelischer Theologe, Pfarrer und seit 20. März 2021 Präses der Evangelischen Kirche im Rheinland. Außerdem ist er Sportbeauftragter des Rates der EKD.

## Leben
Latzel wuchs in einer interkonfessionellen Familie auf. Der Vater arbeitete als Werkzeugmacher und die Mutter war Angestellte in einer Bank. Er besuchte das Gymnasium Schloss Wittgenstein in Bad Laasphe. Von 1990 bis 1997 studierte er Evangelische Theologie an der Philipps-Universität Marburg. 2002 promovierte er im Rahmen des DFG-Graduiertenkollegs „Religion und Normativität“ in Systematischer Theologie an der Ruprecht-Karls-Universität Heidelberg. Seine Dissertation trug den Titel Theologische Grundzüge des Heidelberger Katechismus. Eine fundamentaltheologische Untersuchung seines Ansatzes zur Glaubenskommunikation. Im Rahmen des Forschungsprojekts „Relationale Erkenntnistheorie und Ontologie“ forschte und veröffentlichte er dabei zu theologisch-ethischen Fragen am Beginn menschlichen Lebens und Kontinuität als Kernbegriff relationaler Ontologie.
Im Kirchenkreis Hanau-Land der Evangelischen Kirche von Kurhessen-Waldeck arbeitete Latzel ab 2000 als Vikar in Rodenbach und anschließend als Pfarrer in Erlensee. Während dieser Zeit entwickelte er Kunstinterventionen zu religiösen Themen im öffentlichen Raum. 2005 wurde er Oberkirchenrat im Kirchenamt der Evangelischen Kirche in Deutschland, wo er zunächst als Referent für Struktur- und Planungsfragen sowie für Freiheit, Erholung und Tourismus arbeitete. 2007 übernahm er zusätzlich die Leitung des Projektbüros Reformprozess Kirche im Aufbruch.
Von 2013 bis 2021 war Latzel Direktor der Evangelischen Akademie Frankfurt. In seiner Amtszeit fanden der Umbau des Akademiehauses wie auch die konzeptionelle Neuaufstellung der Akademie in Frankfurt am Main statt. Dazu gehörte unter anderem die Einrichtung der Arbeitskreise „Gender“, „Jugend“, „Wirtschaft“ und „Frieden und Konflikt“, die die thematische Arbeit der Akademie seither erweitern. Latzel ist außerdem Mitglied mehrerer Kirchengremien, wirkte mehrfach beim Deutschen Evangelischen Kirchentag mit und war an der Planung des Ökumenischen Kirchentags 2021 beteiligt. Er predigte regelmäßig in Gemeinden innerhalb der Evangelischen Kirche in Hessen und Nassau. Ein Porträt in der Frankfurter Allgemeinen Zeitung beschrieb ihn als „geborene[n] Kommunikator“.
Die Synode der Evangelischen Kirche im Rheinland wählte Latzel am 14. Januar 2021 zum Präses und Nachfolger von Manfred Rekowski. Am 20. März 2021 wurde er ins Amt eingeführt.
Seit 2021 ist Latzel Vorstandsvorsitzender der KD-Bank-Stiftung, seit 2022 Vorstandsvorsitzender der Hermann-Kunst-Stiftung zur Förderung der neutestamentlichen Textforschung und Sportbeauftragter der Evangelischen Kirche in Deutschland. Seit 2023 ist er Aufsichtsratsvorsitzender der Deutschen Bibelgesellschaft. Vor dem Hintergrund besonders harter Bandagen im verkürzten Bundestagswahlkampf 2025 böte die Bibel nach Auffassung von Latzel eine ethische Orientierung hinsichtlich einer gesellschaftlich gebotenen Streitkultur und er formulierte daher als ein Ethik-Kompass für Parteien sieben Gebote für Anstand im Wahlkampf.

## Rezeption
Seit Anfang 2019 ist Latzel als Blogger auf Facebook aktiv. Unter dem Titel Theologische Impulse veröffentlicht er wöchentlich neue Texte, die eine überregionale Leserschaft erreichen und auch als Buchreihe erscheinen. Inhalt sind Latzels Beobachtungen zum Zeitgeist, die er mit theologischen Ausdeutungen und selbst verfassten Gedichten verbindet. Der katholische Theologe Gotthard Fuchs schrieb dazu: „Das große Echo auf Latzels Texte hängt sicher mit der gelungenen Mischung von persönlicher Erfahrung, theologischer Reflexion und aktuellem Bezug zusammen, auch mit dem glücklichen Kleinformat aphoristischer Zuspitzung und Verfremdung.“ Die Beiträge hätten „nichts von doktrinaler Rechthaberei oder kirchlichem Jargon“, sondern enthielten „eine Fülle origineller und alltagsnaher Bezüge mit Schneisen ins Grundsätzliche“. Der evangelische Theologe Alexander Deeg bescheinigte Latzels Band Trotzdem. Von der geistlichen Kraft zum Widerstand in einer verrückten Welt in den Göttinger Predigtmeditationen, dass die Texte darin „simplen Alltag und hohe Theologie, homiletischen Ernst und sprachlichen Witz, systematisch-theologische Präzision und Freude an der Poesie, nüchterne Begriffserkundungen und trockene Pointen, wache Zeitgenossenschaft und neugierige Treue zu den biblischen Texten“ zeigten.

## Positionen

### Corona
Während der COVID-19-Pandemie schrieb Latzel mehrere Wochen lang das Corona-Blog Queres aus der Quarantäne. Für Aufsehen sorgten der Beitrag „Zehn Gebote für die Corona-Zeit“ und ein Text über das Sterben auf Isolierstationen, in dem Latzel unter anderem den seelsorgerlichen Einsatz von „Trauer-Tablets“ vorschlug.

### Sterbehilfe
Eine geschäftsmäßige Sterbehilfe in kirchlichen oder diakonischen Einrichtungen lehnt Latzel ab, befürwortet aber eine aktive Sterbebegleitung durch die Kirche.

### Ökumene
Die Entscheidung der vatikanischen Glaubenskongregation, Katholiken eine gemeinsame Eucharistiefeier mit Protestanten beim Ökumenischen Kirchentag 2021 zu untersagen, bezeichnete Latzel als „pauschales Nein“, das theologisch nicht hinreichend begründet sei.

### Ukraine-Krieg
Im Russisch-Ukrainischen Krieg unterstützt Latzel seit 2022 die deutschen Waffenlieferungen an die Ukraine. Den russischen Präsidenten Wladimir Putin bezeichnet Latzel als „Tyrannen“, der Russisch-Orthodoxen Kirche wirft Latzel „Gotteslästerung“ vor.
Mit Blick auf abweichende Ansichten in der evangelischen Kirche warnt Latzel ausdrücklich vor einem „Sofa-Pazifismus“.

### Homosexualität
Latzel distanziert sich von einer Theologie, die queere Menschen diskriminiert. Homosexualität bezeichnete er als „so normal wie Kaugummikauen“.

### Kirchenmusik
Latzel wandte sich im Juni 2021 bei einem Generalkonvent in einer Videokonferenz an rund 170 Kirchenmusiker der Landeskirche. Die Kirchenmusik solle sich stärker an den Musikinteressen der Mitglieder orientieren. Man solle den Menschen nicht vorschreiben, wie sie singen sollen, sondern mit und von ihnen lernen, „was ihre Seele zum klingen bringt“. Während der Corona-Epidemie habe es eine hohe kirchenmusikalische Kreativität gegeben. Es habe Balkon-Singen und Straßenkonzerte vor Heimen gegeben. Die Aufgabe der Kirche sei es, Hoffnung gemeinsam eine Stimme zu geben. Kirchenmusikalische Lernfelder seien „Gemeinden anderer Sprache und Herkunft, Treffpunkte in der diakonischen Quartiersarbeit, Schulhöfe, Krankenhäuser, Büros“. Des Weiteren wies er auf die Bedeutung von digitalen kirchenmusikalischen Projekten hin. Es sei kein Zufall, „dass zu den am stärksten geklickten Videos der EKiR die mit musikalischen Projekten“ gehörten. „Kirchenmusik in digitaler Form“ brauche die Kirche „als fest etablierte Säule der Arbeit“. Die Zukunft würde auch bei Chören und Instrumentalmusik in der Kirche hybrid sein.

## Persönliches
Latzel ist verheiratet, hat drei Kinder und lebt in Düsseldorf. Seine älteren Geschwister Olaf Latzel und Claudia Latzel-Binder sind ebenfalls evangelische Pfarrer.

## Veröffentlichungen
- Theologische Grundzüge des Heidelberger Katechismus. Eine fundamentaltheologische Untersuchung seines Ansatzes zur Glaubenskommunikation. Elwert, Marburg 2004, ISBN 978-3-374-02551-0.
- (als Hrsg. mit Jan Hermelink): Kirche empirisch. Ein Werkzeug. Gütersloher Verlagshaus, Gütersloh 2008, ISBN 978-3-579-05587-9.
- (als Hrsg. mit Gerhard Wegener): Congregational Studies Worldwide. The Future of the Parish and the Free Congregation. Evangelische Verlagsanstalt, Leipzig 2017, ISBN 978-3-374-04902-8.
- (als Hrsg. mit Frank Dittmann, Henning Theißen): Neugieriges Denken. Die Lehrtätigkeit und das theologische Werk von Hans-Georg Geyer. Evangelische Verlagsanstalt, Leipzig 2018, ISBN 978-3-374-05741-2.
- Trotzdem. Von der geistlichen Kraft zum Widerstand in einer verrückten Welt. Books on Demand, 2019, ISBN 978-3-7504-1326-9.
- Risse. Vom schönen, verletzlichen und widersprüchlichen Leben. Books on Demand, 2020, ISBN 978-3-7504-0636-0.
- Queres aus der Quarantäne. Geistliche Gedanken zur Pandemie. Books on Demand, 2020, ISBN 978-3-7519-7259-8.
- Bedingungslos. Vom Halt in zerbrechlichen Zeiten. Books on Demand, 2020, ISBN 978-3-7519-7278-9.
- Wagemut: Vom Wagnis, mutig zu sein. Books on Demand, 2021, ISBN 978-3-7557-1627-3
- Hoffnung & Flut: Geistliche Gedanken in schwierigen Zeiten, Books on Demand, 2021, ISBN 978-3-7557-1628-0